# GRG 6 Rahlgasse
Das GRG 6 Rahlgasse ist ein Bundesgymnasium und Bundesrealgymnasium in Mariahilf in Wien. Das Schulgebäude steht unter Denkmalschutz (Listeneintrag).

## Geschichte
1888: Ein Verein wurde gegründet, der die Einrichtung eines Mädchengymnasiums zum Ziel hatte. 
1892: Das erste Mädchengymnasium wurde gegründet. Die Schulgründerin war Marianne Hainisch. Die Schule war somit das erste Gymnasium für Mädchen auf dem Gebiet der heutigen Republik Österreich, in der Hegelgasse 12. 
1903: Die Schule bekam das Öffentlichkeitsrecht. 
1910: Die Schule übersiedelte in das Haus Rahlgasse 4, Wien 6. 
1943: Ab dem Jahre 1943 wurde aus dem Gymnasium Rahlgasse ein Wehrmachtsnächtigungsheim, weil viele Soldaten von der Westfront zur Ostfront mussten, und Wien war eine Zwischenstation auf ihrem Weg. Die damaligen Schüler wurden in anderen Schulen unterrichtet. 
1945: Als im Jahre 1945 die Russen Wien eroberten, flüchteten die Soldaten, trotz des Befehls weiter zu kämpfen. Gemeinsam halfen Schulwart, Lehrer und Schüler zusammen, das Schulhaus wieder aufzubauen. Am 5. Juli 1945 konnte der Unterricht wieder aufgenommen werden. 
1945–1977: Maria Jacot war Schulleiterin und führte den Namen „Bundesrealgymnasium und -gymnasium für Mädchen, Rahlgasse 4“ ein. 
1978–1992: Martha Schieferdecker war Schulleiterin und führte zahlreiche Reformen ein. Unter ihrer Leitung wurden zum ersten Mal Buben in die Schule aufgenommen und der Unterricht fand nur mehr an 5 Tagen in der Woche statt. KoKoKo (Kommunikation – Kooperation – Konfliktlösung) und Offenes Lernen beschäftigten sich immer mehr mit den sozialen Gegebenheiten in einer Klasse und den spezifischen Begabungen einzelner Schüler. Außerdem wurde während ihrer Amtszeit das Hundertjahr-Jubiläum des ersten humanistischen Mädchengymnasiums Österreichs gefeiert. 
1992–2010: Heidi Schrodt war Schulleiterin; die Neubestimmung und Weiterentwicklung der Koedukation waren ihr ein zentrales Anliegen. Am 27. Mai 1994 kam es zur Eröffnung des generalsanierten Schulhauses. Unter ihrer Leitung entstand aus den alten Projektideen (Mädchenförderung, Antirassismus, Toleranz) das neue Leitbild der Schule und die drei Schulschwerpunkte (Gender – Umwelt – Soziales, genannt GUS) wurden weiter entwickelt. Aus der Arbeit mit Mädchen & Buben entwickelten sich Genderbeauftragte und Streithelfer, die nun schon viele „Generationen“ lang zum sozialen Lernen beitragen. Aus der Vielfalt an Interessen und Begabungen entstanden die „kursartigen Wahlpflichtfächer“, die Module, die den Schüler die Möglichkeit bieten, sich aufs Leben an der Universität vorzubereiten. 
2011–Dato: Ilse Rollett ersetzt Erika Ackerl, welche interimistisch die Schule für 7 Monate leitete. Rollett setzt sich für eine Schulleitung ein, die nicht ohne Lehrer, Eltern und Schüler entscheidet. Sie hält nichts von einer autoritären Amtsführung und sucht immer das Einvernehmen mit dem Schulgemeinschaftsausschuss (SGA). Durch das Autonomiepakt erhofft sie sich weniger bürokratische Hürden und freut sich über die Aufhebung der Klassenschülerhöchst- und Teilungszahlen. Sie glaubt, dass größere Vorlesungen und kleinere Lerngruppen die Zukunft sein werden. Rollett ist auch Bildungsforscherin und war lange Zeit in der Erwachsenenbildung und als Supervisorin tätig.

## Schulleitung
- - 1888–1910: Marianne Hainisch, Gründung und Leitung des ersten Mädchengymnasiums in Österreich
  - 1943–1945: keine Schulleitung, Schule als Wehrmachtsnächtigungsheim und Wiederaufbau nach dem Krieg
  - 1945–1977: Maria Jacot, Namensänderung in „Bundesrealgymnasium und -gymnasium für Mädchen, Rahlgasse 4“
  - 1978–1992: Martha Schieferdecker, Reformen wie Koedukation, Fünftagewoche, KoKoKo und Offenes Lernen
  - 1992–2010: Heidi Schrodt, Generalsanierung des Schulhauses, Leitbild und Schulschwerpunkte GUS, kursartige Wahlpflichtfächer und Module
  - 2011–Dato: Ilse Rollett

## Pädagogische Arbeit, Ausstattung und Angebote
- Im Jahr 2015 wurde die Schule mit dem Österreichischen Schulpreis in der Kategorie Gendergerechtigkeit mit dem 2. Platz ausgezeichnet.[1]
- Die Schule hat eine enge Zusammenarbeit mit Erasmus+ mit dem sie geförderten Austausch mit anderen Schulen betreiben können.